# Herit
Herit va ser una princesa egípcia de la XV Dinastia, durant el Segon Període Intermedi. Probablement era filla del governant hics Apepi, un dels reis més important de la dinastia.
|                |   |   |    |
| \| \| \| \| \| |   |   |    |
|                |   |   |    |
| H              | r | i | ti |

| H | r | i | ti |

|                |   |   |    |
| \| \| \| \| \| |   |   |    |
|                |   |   |    |
| H              | r | i | ti |

| H | r | i | ti |

|                |   |   |    |
| \| \| \| \| \| |   |   |    |
|                |   |   |    |
| H              | r | i | ti |

| H | r | i | ti |

|                |   |   |    |
| \| \| \| \| \| |   |   |    |
|                |   |   |    |
| H              | r | i | ti |

| H | r | i | ti |

Els noms del rei i d'Herit apareixen al fragment d'un atuell de pedra trobat en una tomba tebana (tomba ANB) excavada per Howard Carter, a vegades considerada com la del rei Amenofis I. Aquesta troballa va portar a especular que Herit potser es podria haver casat amb un rei tebà de la XVII dinastia. L'atuell, tanmateix, podria haver estat un objecte saquejat d'Àvaris després de l'eventual victòria sobre els hicsos d'Amosis I.
Al recipient, Herit hi apareix amb el títol de Filla del Rei. El seu nom està escrit en un cartutx, un privilegi no atorgat a tots els membres de la família reial. No se'n sap res més. Aquest fragment s'atuell de pedra es troba avui al Museu Metropolità de Nova York (21.7.7).